# تپه چغا کنیوج
تپه چغا کنیوج مربوط به ماقبل تاریخ است و در شهرستان کرمانشاه، جلگه ماهیدشت واقع شده و این اثر در تاریخ ۱۹ تیر ۱۳۴۸ با شمارهٔ ثبت ۸۶۲ به‌عنوان یکی از آثار ملی ایران به ثبت رسیده است.